# ČSD-Baureihe ES 499.1
Die Baureihe ES 499.1 (ab 1988: Baureihe 363) sind elektrische Zweisystemlokomotiven der einstigen Tschechoslowakischen Staatsbahnen (ČSD) für den universellen Einsatz. Sie ist sowohl im mit 3 kV Gleichspannung im Norden und Osten als auch im mit 25 kV Wechselspannung im Westen und Süden der ehemaligen Tschechoslowakei elektrifizierten Netz einsetzbar. Die Lokomotiven der Reihe 363.5 wurden unabhängig davon aus Gleichstrommaschinen der Reihe 163 aus derselben Typenreihe umgebaut.

## Geschichte
Die Lokomotiven wurden von Škoda in Plzeň Ende der 1970er Jahre entwickelt. Bis 1980 konnten die ersten beiden Prototyp-Lokomotiven ES 499.1001 und 1002 fertiggestellt werden, welche im Dezember 1981 an die ČSD abgeliefert wurden. 1984 wurden die ersten zehn Serienlokomotiven von den ČSD im Depot Přerov in Dienst gestellt. Bis 1990 wurden von Škoda in fünf Serien insgesamt 181 Lokomotiven ausgeliefert.
Aus der Baureihe ES 499.1 wurden später durch das Weglassen der für den Gleichstrom- bzw. Wechselstrombetrieb nötigen Komponenten die Reihen E 499.3 (heute 163) und S 499.2 (heute 263) abgeleitet.
1990 wurde erstmals eine 140 km/h schnelle Weiterentwicklung der ES 499.1/363 vorgestellt. Die Lokomotive erhielt die Stammnummer 362. 1989 wurden 30 Serienlokomotiven bestellt. 1991 musste der Auftrag jedoch wegen finanzieller Schwierigkeiten storniert werden.
In den Jahren 1993/1994 und 2000/2001 wurde darum bei 14 Lokomotiven der ČD die Höchstgeschwindigkeit von 120 auf 140 km/h angehoben. Dafür wurden die Drehgestelle mit solchen der Baureihe 162 getauscht. Im Jahr 1999 erfolgte ein ähnlicher Umbau von 15 Lokomotiven der slowakischen ŽSR. Die umgebauten Lokomotiven wurden bei beiden Bahnverwaltungen in die Reihe 362 eingeordnet.
Die Lokomotiven der Baureihe 363 sind heute die zahlreichste Bauart elektrischer Lokomotiven der Tschechischen Bahnen (ČD). Etliche Fahrzeuge besitzt auch die slowakische ZSSK. In den vergangenen Jahren wurden die elektrifizierten Fernstrecken in Tschechien umfassend modernisiert und beschleunigt, wodurch schnellere Lokomotiven benötigt wurden. Aus diesem Grund sind inzwischen die meisten Lokomotiven zur Baureihe 362 umgebaut worden. Künftig wird es nur noch bei ČD Cargo Lokomotiven der Baureihe 363 geben. Einige Lokomotiven der Baureihe 362 haben außerdem für den Einsatz mit Wendezügen WTB, Außenkameras und modernisierte Führerstände mit neuer Steuerung erhalten.
Mitte November 2007 wurde die 362 166 mit einem ETCS-Fahrzeuggerät ausgerüstet. ETCS wird in Tschechien noch nicht planmäßig verwendet, der Abschnitt Poříčany – Kolín wurde als Pilotprojekt zu Testzwecken mit ETCS-Balisen bestückt. Zu solchen ETCS-Probefahrten wird meist die 362 166 herangezogen.

## Bilder

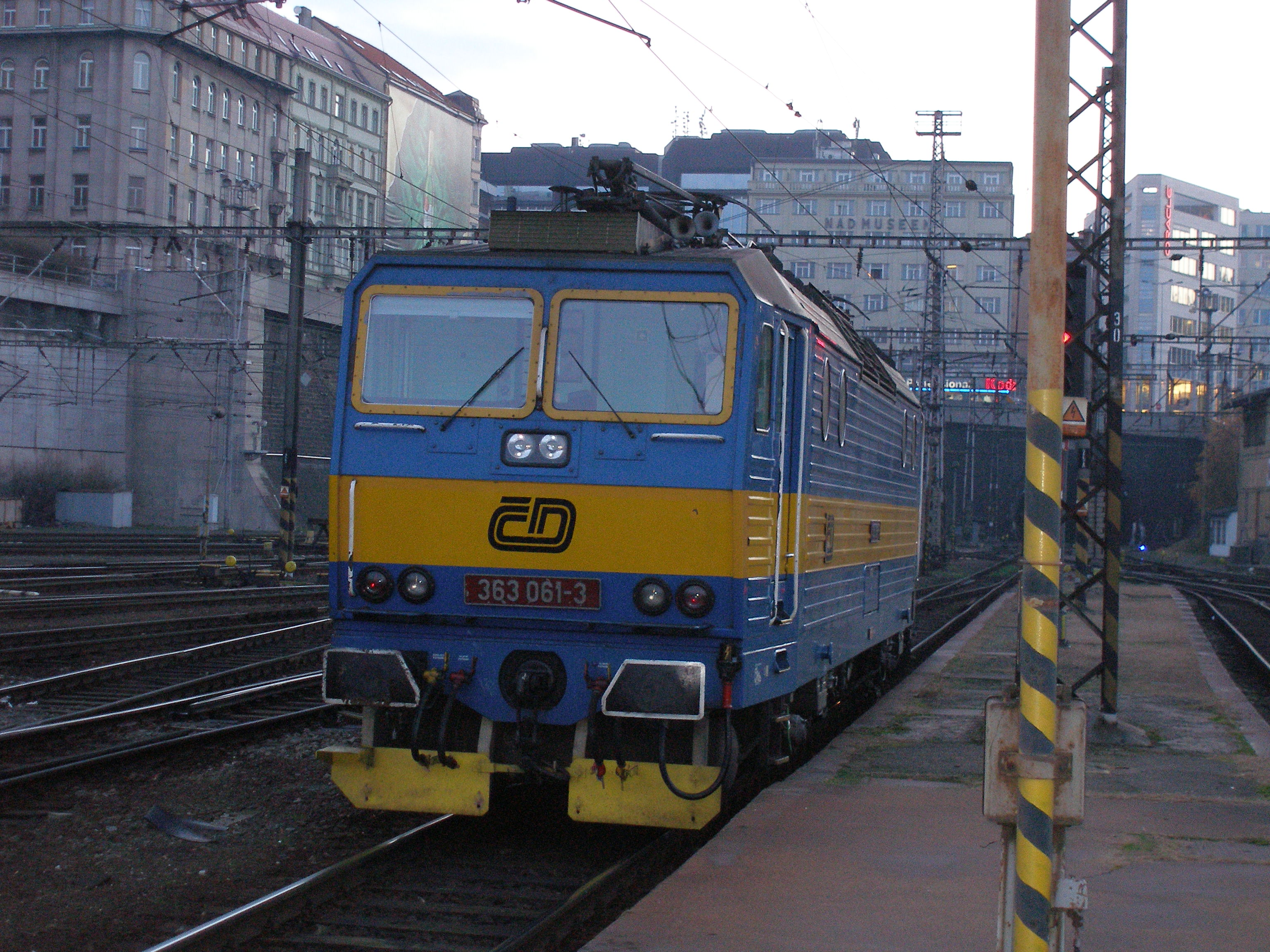
363 061 in Prag
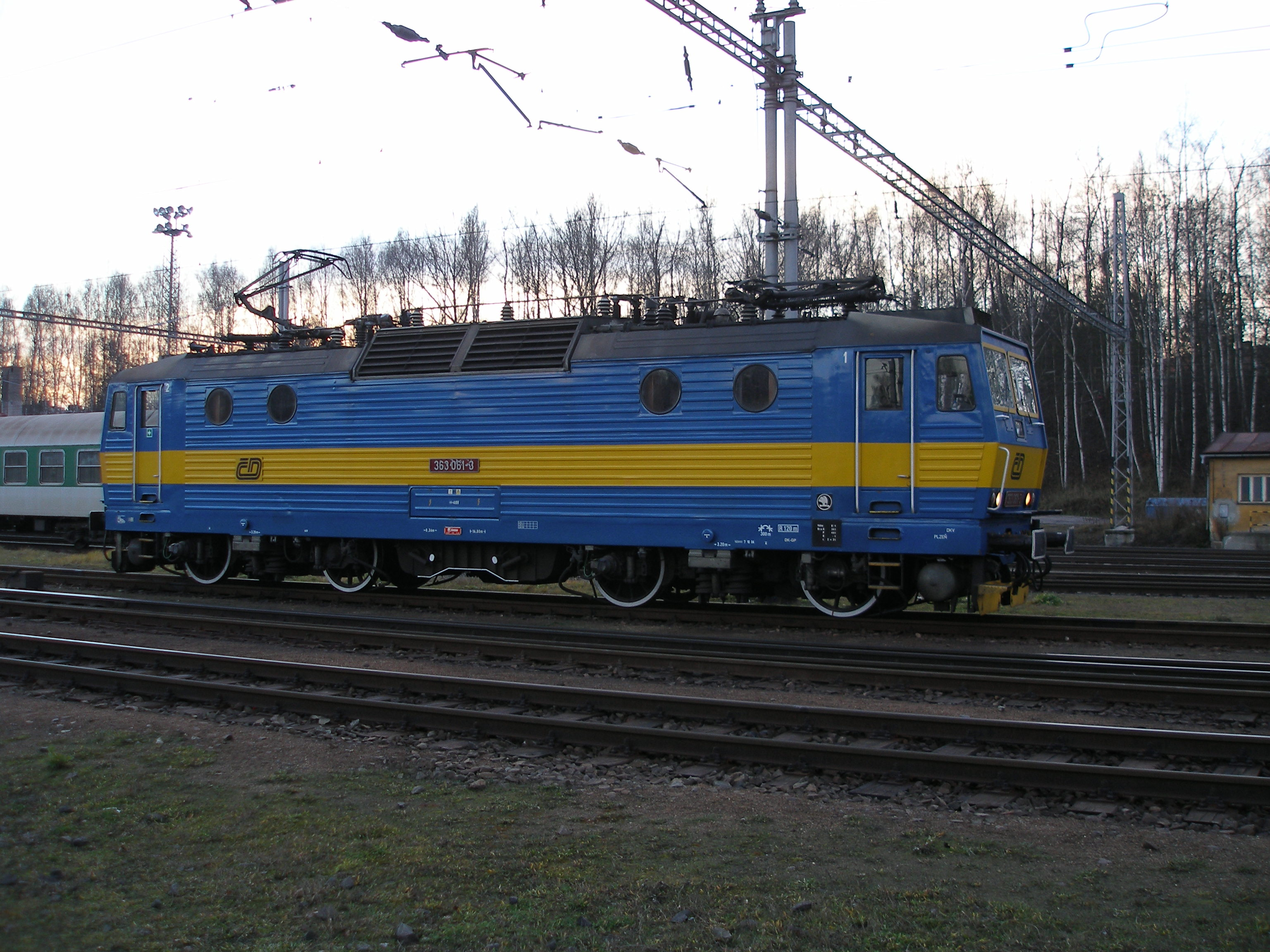
363 061
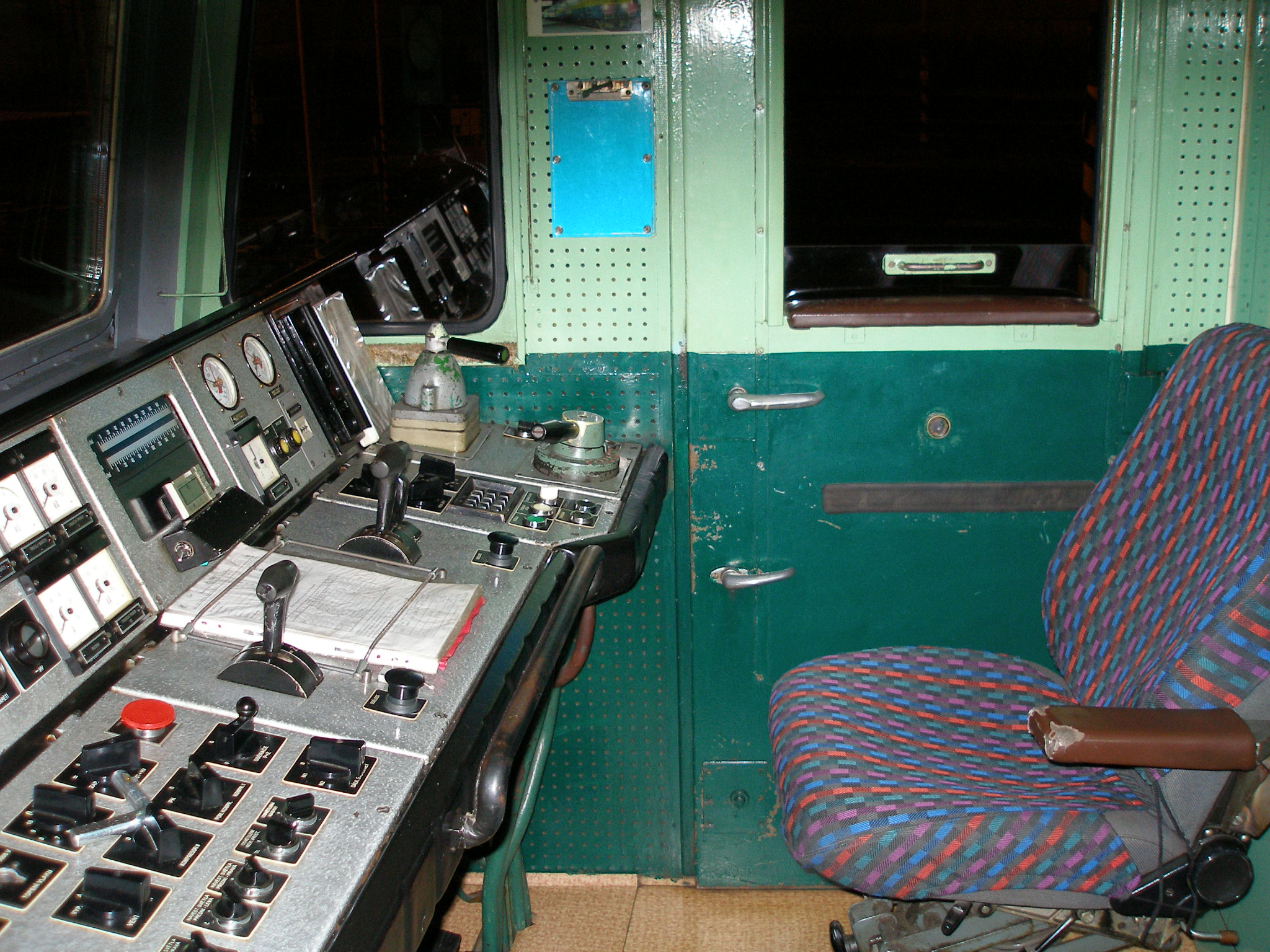
Führerstand (ČD 363 061)
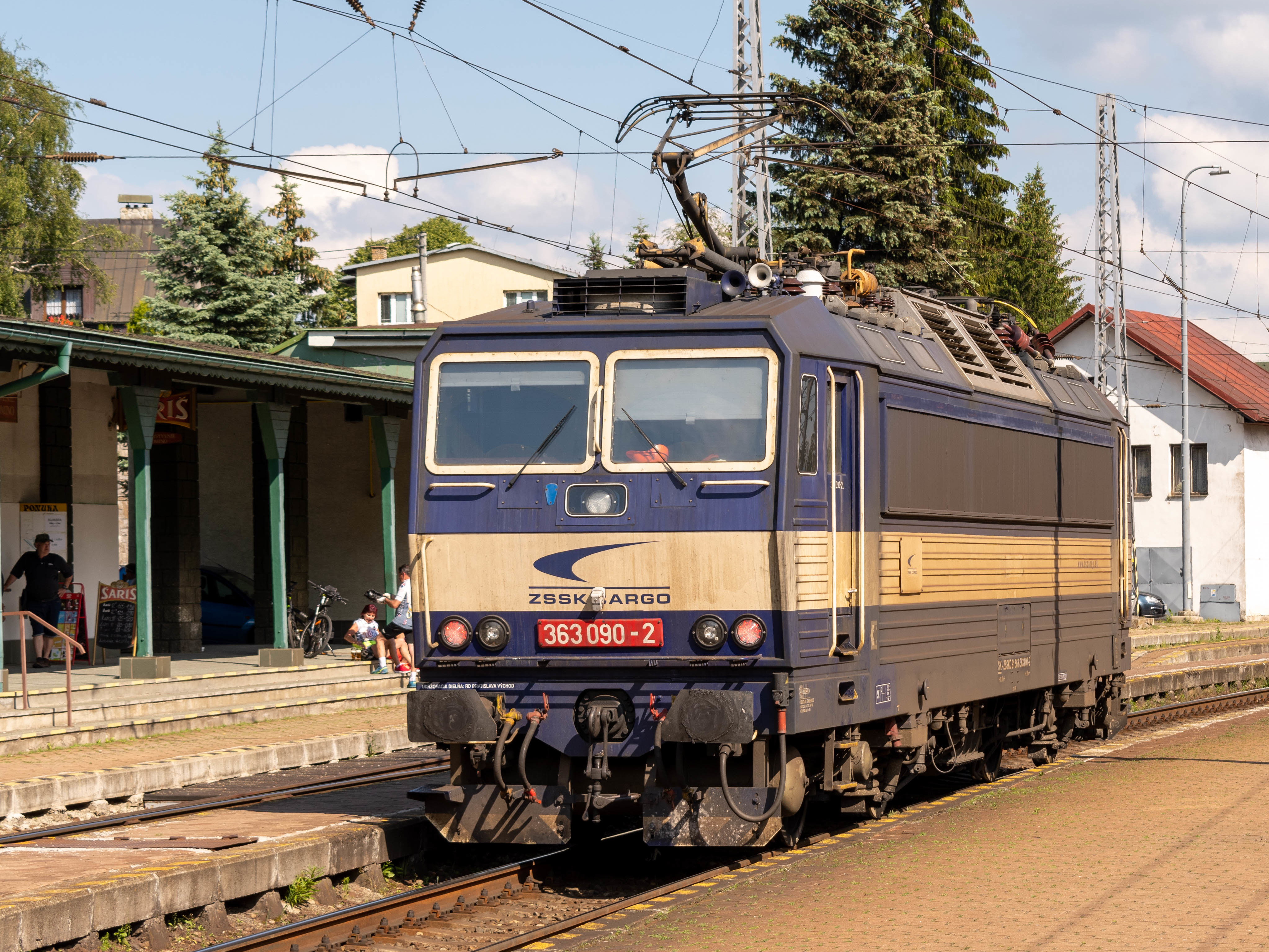
363 090 in Štrba
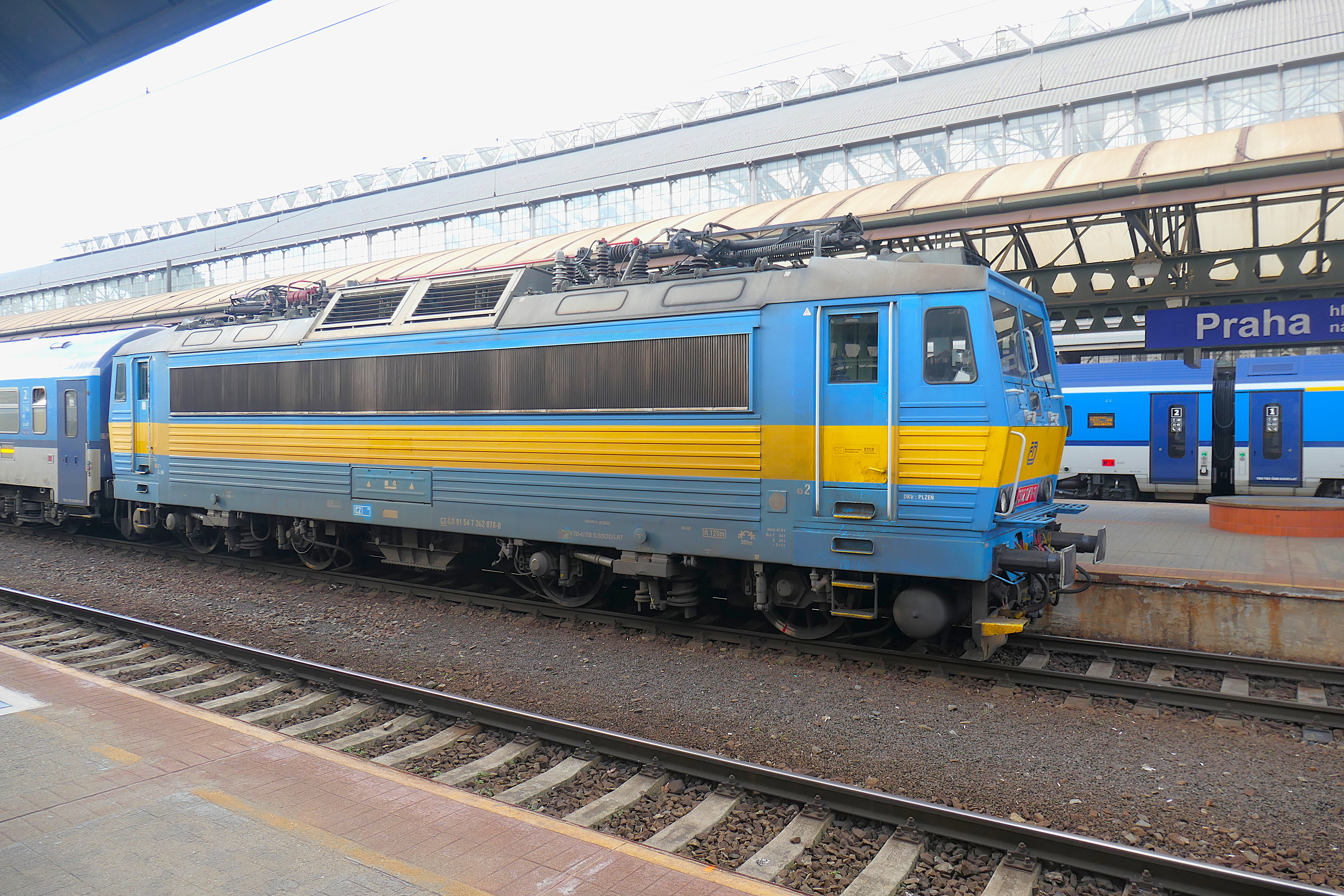
362 078 in Retro-Lackierung in Praha hlavní nádraží (2025)